# 鲁攻卫之战
鲁攻卫之战，是春秋时期，鲁国攻打卫国的战役。鲁卫是兄弟之国，发生战争很少，一般是在齐国或者晋国的主导下，两国才发生战争。
前699年（周桓王二十一年、鲁桓公十三年、卫惠公元年）二月，宋国多次向郑国索取财货，郑国实在不能忍受，郑厉公会同纪国、鲁国鲁桓公的军队和齐国、宋国、卫国、南燕国四国的军队交战。齐国、宋国、卫国、南燕国四国联军战败。
卫惠公被卫国人驱赶出卫国。前691年（周庄王六年、鲁庄公三年、卫君黔牟五年）正月，齐襄公发兵西进攻卫，以助卫惠公归国复位。鲁国大夫溺也擅自领兵会同齐军攻卫，齐、鲁两军遭到卫军的抵抗，无功而返。前689年（周庄王八年、鲁庄公五年、卫君黔牟七年）冬，齐国又联合鲁国、宋国、陈国、蔡国四国再度攻卫。
前547年（周灵王二十五年，鲁襄公二十六年，晋平公十一年，卫殇公十二年），茅氏之战后，六月，鲁襄公和晋国赵武、宋国向戌、郑国良霄、曹国人在澶渊会见，以讨伐卫国，划正戚地的疆界。占领了卫国西部边境懿氏六十邑给了孙氏。
前470年，卫出公被国人赶出卫国，其叔父公子黔被拥立为卫悼公。前469年（周元王七年，鲁哀公二十六年，卫悼公元年）五月，鲁国叔孙舒带兵会合越国的皋如、后庸、宋国的乐茷送卫出公回国，却被卫国大夫们抵抗，而不敢入城，最后死在越国。